# Cremastobombycia
Cremastobombycia là một chi bướm đêm thuộc họ Gracillariidae.

## Các loài
- Cremastobombycia ambrosiaeella (Chambers, 1871)
- Cremastobombycia grindeliella (Walsingham, 1891)
- Cremastobombycia ignota (Frey & Boll, 1873)
- Cremastobombycia lantanella Busck, 1910
- Cremastobombycia solidaginis (Frey & Boll, 1876)
- Cremastobombycia verbesinella (Busck, 1900)